# Товста Маргарита

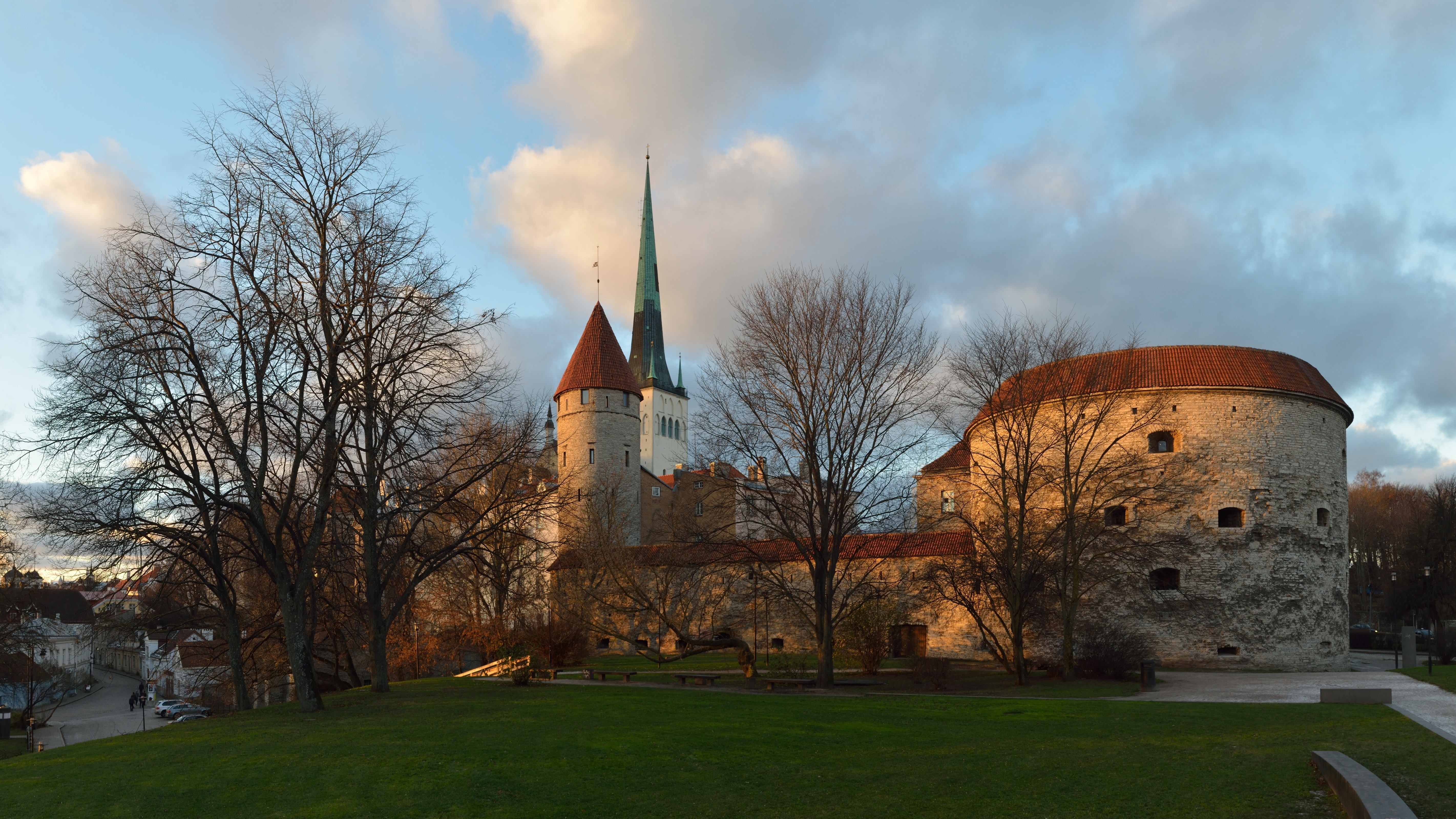
Товста Маргарита

Товста Маргарита (ест. Paks Margareeta) - найтовстіша (товщина -- до 5 метрів) вежа Талліннських міських мурів, що знаходиться наприкінці вулиці Пікк.
Гарматну вежу з 155 бійницями, яку нині називають Товстою Маргаритою, будували на початку XVI століття перед Великими морськими воротами. Закінчення будівництва у 1531 році ознаменувало замикання комплексу міського муру. Свою назву вона отримала за значні розміри - 25 метрів в діаметрі і 20 метрів у висоту. Нинішню назву башта отримала в 1842 році, а до цього її називали просто Новою вежею.
З 1830-го року вежу стали використовувати як в'язницю. Прибудову зробили 1884-1885 рр. - це була перша будівля з самого початку призначену під в’язницю Таллінні). У березні 1917 року вежу спалили. В 1930 році в порожній вежі влаштували Музей Історії.
В наш час вежа відновлена, реставрована і в ній перебуває Морський музей Естонії.

## Легенда
Колись давно жили в Талліні селянський син Герман і дочка рибалки Маргарита. Вони покохали один одного і вечорами подовгу гуляли по місту, взявшись за руки. Однак прокляття висіло, що висіло над ними - бачитися тільки до півночі, загрожувало їхньому щастю. Одного разу вони прогаяли момент прощання і, коли годинник почав бити дванадцять годин, кинулися в різні боки, але з останнім ударом стрункий і високий Герман став високою вежею, яку сьогодні називають «Довгий Герман», а Маргарита перетворилася в вежу «Товста Маргарита». Так і стоять вони в протилежних сторонах Старого міста в пам'ять про закоханих, яких розлучила жорстока доля.